# Hohlstein
Der Hohlstein ist ein Berg im Nationalpark Bayerischer Wald südöstlich des Lusen hoch über dem Reschbachtal und wird von den Einheimischen „Großalmeyerschloß“ oder „Schlössl“ genannt. Er hat eine Höhe von 1196 m.
Auf dem markanten Felsgipfel steht seit Oktober 2004 ein Gipfelkreuz, die Aussicht ist umfassend und reicht von Finsterau über Almberg, Haidel und Freyung bis zum Rachel und Lusen. Mehrere markierte Wanderwege führen von Finsterau, Mauth und der Sagwassersäge über den Tummelplatz, einer früheren Viehweide (auch Schachten genannt) in rund zwei Stunden zum Gipfel, außerdem verläuft unterhalb des Hohlsteins der Weitwanderweg E6 vom Lusen nach Mauth. 